# Spider's Web
"Spider's Web" is een nummer van de Britse zangeres Katie Melua. Het nummer verscheen op haar album Piece by Piece uit 2005. Op 17 april 2006 werd het uitgebracht als de derde single van het album.

## Achtergrond
"Spider's Web" is geschreven door Melua en geproduceerd door Mike Batt. Melua schreef het nummer in de aanloop naar de Irakoorlog en gaat over het vinden van het verschil tussen goed en slecht. In de videoclip van het nummer is een verwijzing naar Schindler's List te zien. De single werd geen grote hit in het Verenigd Koninkrijk, waar het slechts tot plaats 52 in de UK Singles Chart reikte. In Polen werd het daarentegen een nummer 1-hit. In Nederland haalde de single de Top 40 niet en bleef het steken op de negende plaats in de Tipparade, terwijl in de Single Top 100 de vijftigste plaats werd gehaald. In Vlaanderen kwam het niet in de Ultratop 50 terecht en kwam het tot de zestiende plaats in de "Bubbling Under"-lijst.

## Hitnoteringen

### Single Top 100
| Hitnotering week 1 t/m 2: 15-04-2006 t/m 22-04-2006 Hitnotering week 3 t/m 8: 06-05-2006 t/m 10-06-2006 | Hitnotering week 1 t/m 2: 15-04-2006 t/m 22-04-2006 Hitnotering week 3 t/m 8: 06-05-2006 t/m 10-06-2006 | Hitnotering week 1 t/m 2: 15-04-2006 t/m 22-04-2006 Hitnotering week 3 t/m 8: 06-05-2006 t/m 10-06-2006 | Hitnotering week 1 t/m 2: 15-04-2006 t/m 22-04-2006 Hitnotering week 3 t/m 8: 06-05-2006 t/m 10-06-2006 | Hitnotering week 1 t/m 2: 15-04-2006 t/m 22-04-2006 Hitnotering week 3 t/m 8: 06-05-2006 t/m 10-06-2006 | Hitnotering week 1 t/m 2: 15-04-2006 t/m 22-04-2006 Hitnotering week 3 t/m 8: 06-05-2006 t/m 10-06-2006 | Hitnotering week 1 t/m 2: 15-04-2006 t/m 22-04-2006 Hitnotering week 3 t/m 8: 06-05-2006 t/m 10-06-2006 | Hitnotering week 1 t/m 2: 15-04-2006 t/m 22-04-2006 Hitnotering week 3 t/m 8: 06-05-2006 t/m 10-06-2006 | Hitnotering week 1 t/m 2: 15-04-2006 t/m 22-04-2006 Hitnotering week 3 t/m 8: 06-05-2006 t/m 10-06-2006 | Hitnotering week 1 t/m 2: 15-04-2006 t/m 22-04-2006 Hitnotering week 3 t/m 8: 06-05-2006 t/m 10-06-2006 | Hitnotering week 1 t/m 2: 15-04-2006 t/m 22-04-2006 Hitnotering week 3 t/m 8: 06-05-2006 t/m 10-06-2006 |
| Week | 1 | 2 | | 3 | 4 | 5 | 6 | 7 | 8 | |
| --- | --- | --- | --- | --- | --- | --- | --- | --- | --- | --- |
| Positie                                                                                                 | 96 | 52 | uit | 50 | 50 | 54 | 51 | 59 | 76 | uit |

### NPO Radio 2 Top 2000
| Nummer met noteringen in de NPO Radio 2 Top 2000 | '07 | '08 | '09  | '10 | '11  | '12  | '13  |
| ------------------------------------------------ | --- | --- | ---- | --- | ---- | ---- | ---- |
| Spider's Web                                     | 671 | -   | 1483 | -   | 1932 | 1843 | 1827 |

1. ↑  Een '-' betekent dat het nummer niet was genoteerd en een vetgedrukt getal geeft de hoogste notering aan.
2. ↑  2007 was het eerste jaar met een notering voor dit nummer.
3. ↑  Deze tabel is bijgewerkt tot en met de laatste editie (2024).